# Jakub Langhammer
Jakub Langhammer (* 17. srpna 1984, Kladno) je bývalý český hokejista. Naposledy nastupoval za MHC Mountfield Martin ve Slovenské hokejové lize.
Je odchovancem kladenského hokeje. V juniorském věku přešel do pražské Sparty. V osmnácti letech odešel do zámoří, kde hrál dva roky juniorskou WHL za tým Spokane Chiefs. Po návratu ze zámoří strávil 6 sezón ve Spartě, z toho první odehrál na hostování v Nymburku a Opavě.
V roce 2002 reprezentoval Českou republiku na MS do 18 let a získal bronz.

## Hráčská kariéra
- 2002–03 Spokane Chiefs (WHL)
- 2003–04 Spokane Chiefs (WHL)
- 2004–05 HC Slezan Opava (1. liga), NED Hockey Nymburk (2. liga)
- 2005–06 HC Sparta Praha, BK Mladá Boleslav (1. liga)
- 2006–07 HC Sparta Praha
- 2007–08 HC Sparta Praha
- 2008–09 HC Sparta Praha
- 2009–10 HC Sparta Praha
- 2010–11 HC Mountfield
- 2011–12 HC Mountfield
- 2012–13 HC Mountfield
- 2013–14 Mountfield HK, HC Slavia Praha
- 2014–15 Eispiraten Crimmitschau
- 2018–19 MHC Mountfield Martin
- 2019–20 MHC Mountfield Martin